# Idiosoma corrugatum
Idiosoma corrugatum es una especie de araña migalomorfa del género Idiosoma, familia Idiopidae. Fue descrita científicamente por Rix & Harvey en 2018.
Esta especie habita en Australia Meridional. El holotipo masculino mide 13,7 mm y el paratipo femenino 17,0 mm.